# Pîsarivka, Malîn
Pîsarivka (în ucraineană Писарівка) este un sat în comuna Vladivka din raionul Malîn, regiunea Jîtomîr, Ucraina.

## Demografie
Componența lingvistică a localității Pîsarivka
     Ucraineană (98,11%)
     Rusă (1,89%)
Conform recensământului din 2001, majoritatea populației localității Pîsarivka era vorbitoare de ucraineană (98,11%), existând în minoritate și vorbitori de rusă (1,89%).